# Yamato Machida
Yamato Machida (町田 也真人?, Machida Yamato; Saitama, 19 dicembre 1989) è un calciatore giapponese, centrocampista del Giravanz Kitakyushu.